# Абдулін Андрій Анатолійович
Андрі́й Анато́лійович Абду́лін (нар. 6 січня 1991, Копичинці, Гусятинський район, Тернопільська область, Українська ССР, СРСР) — український військовик, старший лейтенант Збройних сил України, учасник російсько-української війни.

## Життєпис
2012 року закінчив Академію сухопутних військ імені гетьмана Петра Сагайдачного за спеціальністю «Управління діями підрозділів танкових військ». У мирний час проживає у Копичинцях (Гусятинський район, Тернопільська область).
На російсько-українському фронті — з весни 2014-го. 30 січня 2015 в боях під Дебальцевим важко поранений — відірвало половину правої руки та стопу. Лікувався в госпіталі Вінниці.

## Нагороди
За особисту мужність і героїзм, виявлені у захисті державного суверенітету та територіальної цілісності України, вірність військовій присязі під час російсько-української війни
- нагороджений орденом Богдана Хмельницького III ступеня (26.2.2015).